# Vương Nghị (nhà Kim)
Vương Nghị (tiếng Trung: 王毅, ? – 1214), người phủ Đại Hưng (nay là Bắc Kinh), là một đại thần nhà Kim.

## Cuộc đời
Vương Nghị đỗ tiến sĩ Kinh Nghĩa, được làm đến chức huyện lệnh của Đông Minh (nay là huyện Đông Minh của Sơn Đông). Năm 1214, quân Mông Cổ vây Đông Minh rất gấp, Nghị soái vài trăm người tình nguyện trong dân binh ra sức cố thủ. Thành vỡ, Nghị tiếp tục chiến đấu, kiệt sức bị bắt, cùng người trong huyện là bọn Vương Bát 4 người bị giải ra quách ngoài. Lính Mông Cổ trước tiên giết 2 người, Vương Bát lập tức quỳ xuống sắp hàng, Nghị đạp ngã hắn ta, lớn tiếng nói: "Trung thần không giúp 2 chủ, mày dám hàng ru!" Kẻ áp giải đâm vào đầu gối của Nghị, cuối cùng ông bất khuất mà chết, được tặng chức thứ sử Tào Châu.